# Chemin de fer de la Vallée de Zafán
Le chemin de fer de la Vallée de Zafán (en espagnol : Ferrocarril del Val de Zafán) appelé aussi parfois chemin de fer La Puebla de Híjar - Tortose (en espagnol : Ferrocarril La Puebla de Híjar-Tortosa), et également surnommé dans la région el Sarmentero (car il traversait des vignobles), est une ancienne ligne ferroviaire espagnole qui reliait les communes de La Puebla de Híjar et de Tortose. La ligne avait une longueur de 129 km et traversait la Val de Zafán d'où son nom. Il était prévu que la ligne soit prolongée jusqu'au port de Sant Carles de la Ràpita, mais cela ne s'est jamais concrétisé. L'intégralité de la ligne fut en service de 1942 à 1971.
Dans ses dernières années, la ligne connut un déclin prononcé. Elle finit par fermer définitivement en 1973, après l'avoir été partiellement. Quelques années après, la ligne a été déferrée. Actuellement, son tracé accueille de nombreuses voies vertes qui relient la Terra Alta au Bas-Aragon.

## Histoire

### Origines
En 1863, les premiers projets de voie ferrée entre le port de Sant Carles de la Ràpita et La Puebla de Híjar passant par la Vallée de Zafán apparaissent. L'idée de construire cette ligne viendrait de circonstances assez particulières. En effet, les militaires envisageait la possibilité d'une invasion de l'autre côté des Pyrénées ; dans ce cas l'Èbre aurait constitué un obstacle à l'effort de guerre. Pour pallier ce problème germa donc l'idée de la construction d'une ligne sur la rive droite du fleuve. Cependant, ce n'était pas la seule raison, il était aussi utile de relier les zones agricoles du Bas-Aragon à un port méditerranéen. Durant la décennie 1870, divers projets ont émergé sans succès. Il faudra attendre 1880 pour qu'un projet de loi sur la construction de la ligne soit approuvé.

### Construction et débuts
La Compañia de los ferrocarriles de Valls a Villanueva y Barcelona souhaitait raccorder cette ligne avec son propre réseau à Roda de Bera via Caspe. Le début des travaux a été retardé pendant plusieurs années jusqu'à ce qu'en 1891 la Compañía del Ferrocarril de Zaragoza al Mediterráneo commence les travaux de terrasement. Le premier tronçon de 32 km entre La Puebla de Híjar et Alcañiz a été inauguré le 3 août 1895. Cependant, les mauvais résultats économiques de son exploitation et les difficultés de financement pour la suite des travaux ont conduit la société concessionnaire à la faillite, abandonnant même la gestion de la section déjà construite.
Début 1899, face à cette situation, le gouvernement espagnol saisit le tronçon déjà opérationnel et le ferme pendant un certain temps. La raison de cette saisie aurait été le mauvais état des infrastructures et du matériel roulant. Le 1er septembre 1900, l'exploitation est reprise par la deuxième division technique et administrative des chemins de fer de l'état. Plusieurs années après, les tronçons déjà opérationnels finirent par passer entre les mains de l'Explotación de Ferrocarriles por el Estado (EFE), qui en reprit l'exploitation. Cependant, l'État n'a montré aucun intérêt à poursuivre les travaux et, pendant les décennies qui ont suivi, la situation est restée gelée. Il faudra attendre les années 1920 pour que les efforts des notables locaux auprès du roi Alphonse XIII réussissent à relancer la construction du reste de la ligne. Les travaux relancés sous la dictature de Primo de Rivera avancèrent rapidement, au point qu'en 1930 60% du tracé était construit.
Contrairement à d'autres lignes ferroviaires dont la construction avait été assumée ou initiée par l'État à l'époque,, celle de la Vallée de Zafán ne faisait pas partie des lignes qui avaient été prévues par le plan Guadalhorce de 1926.

### Exploitation
En 1936, après le début de la guerre civile, la construction des sections non terminées de la ligne a été accélérée. Ainsi, le 12 avril 1938, 20 km de ligne étaient déjà ouverts, entre Alcañiz et Valjunquera. Quelques semaines plus tard, en juin 1938, la section jusqu'à Pinell était terminée. Cette extension coïncida avec l'avancée des forces franquistes en Aragon. L'exploitation du chemin de fer fut confiée à la Compañía Nacional de los Ferrocarriles del Oeste. Une grande partie des ouvriers qui ont réalisé la dernière phase des travaux étaient des prisonniers républicains. La ligne a connu un trafic intense au cours de la bataille de l'Èbre, transportant jusqu'à 3 000 tonnes de matériel de guerre par jour.
En 1941, avec la nationalisation de toutes les lignes à écartement large, la ligne a été transférée à la RENFE récemment créée. Les travaux de construction se sont poursuivis sous la direction du nouveau propriétaire. Le prolongement de la ligne jusqu'à Tortose ne fut achevé qu'en septembre 1941 et l'intégralité de ligne entra en service qu'en 1942. À cette époque, la section entre Tortosa et San Carlos de la Rápita était encore en attente de construction, un appel d'offres pour la suite des travaux a été lancé par la RENFE en 1945. Cependant, malgré tous les travaux de terrassement terminés, la voie n'a jamais été posée sur cette section et le terminus a fini par s'établir à Tortosa. Ainsi, la ligne a été réduite au trafic des passagers et des marchandises locales seulement.

### Fermeture et déferrement
Le faible trafic de la ligne entraîna sa fermeture en 1969, bien que cette décision ne se matérialisa pas dans un premier temps. Trois ans plus tard, l'effondrement partiel du tunnel no 28, entre les gares Pinell de Bray et Prat del Comte, interrompt le trafic ferroviaire et des bus de substitution sont mis en place. Mais cet accident a aussi servi de prétexte à la fermeture définitive de cette ligne. En 1973, elle ferme définitivement malgré les tentatives répétées de la maintenir ouverte. En mars 1978, le Conseil des ministres a accepté de déposer la voie. Entre octobre 1986 et février 1987, les 23 premiers kilomètres de la ligne ont été déposés avec l'objectif de profiter de la voies et des traverses pour aménager la ligne de Saragosse à Canfranc. Dix ans plus tard, c'est au tour du reste de la ligne d'être déferré.

## Caractéristiques

### Ligne et tracé
Le terminus de la ligne est à la gare de Tortosa. Un pont en fer sur l'Èbre relie cette gare à celle de Tortosa-Ferrerías où elle effectue sa jonction avec la ligne de Valence à Tarragone.

### Ouvrages d'art
- Viaduc en béton à sept arches au--dessus de la rivière Algars.
- Le pont de l'Arc, situé entre les gares de Horta de Sant Joan et de Bot, au-dessus de la ravine de Censal, est le deuxième plus grand viaduc en pierre d'Espagne avec une certaine courbure et une pente prononcée.
- Le pont sur l'Èbre, situé entre les gares de Tortosa et de Tortosa-Ferrerías, fabriqué en fer.

## Patrimoine ferroviaire

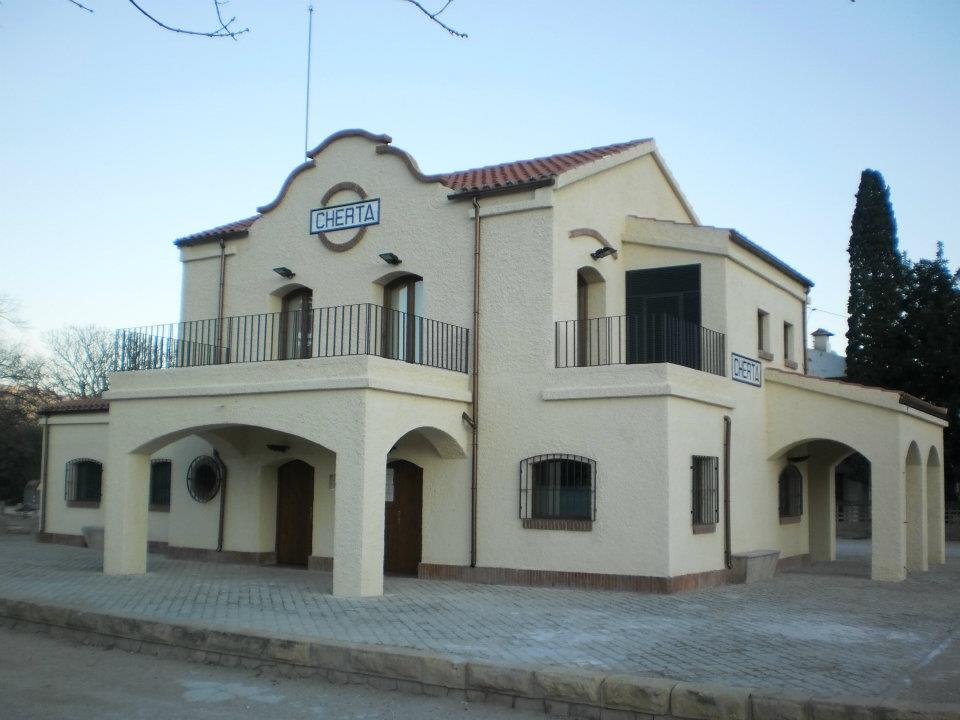
Ancienne gare de Xerta, actuellement reconverti en musée.

Actuellement, une importante partie de la ligne a été reconvertie en voie verte reliant la Catalogne à l'Aragon. Cette voie verte est divisée en différents tronçons. Un premier tronçon, qui traverse le Bas-Aragon et s'appelle la voie verte de la vallée de Zafán. Celle-ci se poursuit par le tronçon de la région de Matarraña qui est relié avec les 46 km de la voie verte Tierra Alta. La dernière partie est appelée voie verte du Baix Ebre fait 22 km.
En mars 2013, le pont ferroviaire historique de Tortosa a été ouvert aux utilisateurs. Il existe un projet de liaison entre la ville de Tortosa et le Parc naturel du delta de l'Èbre. En 2013, un itinéraire cyclotouristique a été réalisé qui rend possible cette volonté. De cette façon, le Parc natural dels Ports est désormais relié à l'embouchure de l'Èbre.